# Salud en Corea del Norte
Salud en Corea del Norte, a pesar de las dificultades de la economía norcoreana en algunos sectores, su sistema de asistencia sanitaria universal es relativamente bueno cuando es comparado con los sistemas de salud de algunos países en vías de desarrollo.

## Historia
El sistema de salud norcoreano ha tenido algunos avances notorios, pero ha tenido que enfrentarse a grandes retos. El virus COVID-19 ha representado un gran desafío para el bienestar de los ciudadanos del país y el desarrollo de la economía nacional.
Un cierto nivel de tratamiento médico gratuito y medicina preventiva estaba disponible para los ciudadanos comunes bajo el gobierno del anterior Presidente Kim Il-sung. Bajo el gobierno del Líder Supremo Kim Jong-un, los factores geopolíticos y las medidas coercitivas externas, cada vez mayores como las sanciones económicas, han creado un grave desafío para el país en el ámbito de la salud.
En Corea del Norte, es probable que el estricto confinamiento por la pandemia de COVID-19 haya evitado la propagación de la pandemia de COVID-19 en Corea del Norte. Ha sido necesario llevar a cabo un gran esfuerzo de vacunación contra el COVID-19 para reactivar la economía nacional, que corría el riesgo de verse paralizada por estar cerrada la frontera entre China y Corea del Norte. La respuesta de Corea del Norte ante la pandemia de COVID-19, es un caso de estudio de la capacidad del país para abordar una crisis sanitaria.
El sistema de salud de Corea del Norte puede brindar una gran variedad de servicios, que incluyen atención médica, cirugía y programas de salud pública, sin embargo, no siempre fue así, después de la Guerra de Corea, el sistema de salud de Corea del Norte creció rápidamente y superó al sistema sanitario de Corea del Sur en la década de 1980, sin embargo, en la década de 1990, la disolución de la Unión Soviética y el inicio del periodo conocido como la ardua marcha, contribuyeron al deterioro del sistema de salud y al aumento de las dificultades en el ámbito de la salud pública.
Desde los inicios del siglo XXI, la atención médica en Corea del Norte se ha recuperado gradualmente, con un énfasis puesto en los servicios de salud pública. Según la revista surcoreana Global Asia, ha habido un aumento en el acceso a los servicios de salud, y una mejora notable en el acceso a la atención médica de mujeres y niños, específicamente en el campo de la atención obstétrica de emergencia, la inmunización y el manejo integrado de enfermedades infantiles.
En 2001, Corea del Norte gastó el 3% de su producto interno bruto (PIB) en atención médica. A partir de la década de 1950, Corea del Norte puso gran énfasis en la atención médica, y entre 1955 y 1986, el número de hospitales creció de 285 a 2401 y el número de clínicas de 1020 a 5644. 
En 2020 comenzó la construcción de un nuevo hospital central en Pionyang, el Hospital General de Pionyang, frente al Monumento a la Fundación del Partido.

## Indicadores de salud y esperanza de vida
Los indicadores de salud en Corea del Norte, se destacan en comparación con sus pares económicos, por ejemplo, en 2019, la esperanza de vida en Corea del Norte se estimó en 72,3 años y la mortalidad infantil de niños menores de cinco años fue de 17,3 muertes por cada 1.000 nacidos vivos, frente a un promedio en los países de bajos ingresos de 63,7 años y 67,6 muertes respectivamente. Según datos el Banco Mundial, Corea del Norte tenía una esperanza de vida de 72 años en 2020.
En la mayoría de los países de bajos ingresos, las enfermedades transmisibles, como las infecciones y las enfermedades transmitidas por los mosquitos, comprenden una gran parte de la carga de enfermedad. En Corea del Norte, sin embargo, las principales causas de muerte son las enfermedades no transmisibles, como los accidentes cerebrovasculares, la cardiopatía isquémica y la enfermedad pulmonar obstructiva crónica, una serie de enfermedades que suelen observarse en los países ricos. 
En 2009 la esperanza de vida por género era de 72,8 años para las mujeres y de 64,9 para los hombres.

## Servicios de salud
La mayoría de los servicios de nivel superior se concentran en los centros urbanos como Pionyang, y el acceso a los servicios de salud en las zonas rurales del país es limitado. Corea del Norte se enfrenta a un factor adicional que limita la prestación de servicios de salud, la escasez de combustible, debido a las sanciones internacionales. El suministro de combustible es vital para las operaciones diarias de un hospital e indispensable para las ambulancias dedicadas al transporte de los pacientes a los hospitales.
La atención médica está disponible principalmente en las ciudades, donde están ubicadas las farmacias, y donde se pueden encontrar los medicamentos esenciales. 
El artículo 15 de la Constitución de Corea del Norte estipula lo siguiente:

“El estado organizará y administrará razonablemente de manera actualizada los hospitales y clínicas en toda la ciudad y la comunidad rural; fábricas; empresas; pueblos costeros; y pueblos del bosque; establecerá hospitales y sanatorios especializados, incluidos hospitales de obstetricia, hospitales infantiles en muchos lugares, y mejorará incesantemente el nivel de atención médica especializada para que las personas reciban tratamiento cuando y donde sea sin inconvenientes."

## Hospital Maternidad de Pionyang
El Hospital Maternidad de Pionyang (en coreano: 평양산원) es una maternidad y un hospital universitario de Pionyang, la capital de Corea del Norte. Las enfermeras y las matronas reciben su formación en el hospital para trabajar fuera de la capital. Hay una unidad de cuidado intensivo neonatal en el hospital. Además, hay múltiples salas, dedicadas a la salud dental y al cáncer de mama, para tratar los problemas de salud de las madres. El hospital emplea un sistema cabinas de videollamada para que los familiares se comuniquen con la mujer que ha dado a luz, ya que los miembros de la familia tienen el contacto personal restringido con el recién nacido y la madre durante cinco días. Se cree que esto ayuda a prevenir las infecciones. La medicina tradicional coreana se utiliza visiblemente en el tratamiento de los pacientes y alrededor del 30% de todos los tratamientos ofrecidos están basados en métodos tradicionales. En 2012 el hospital fue expandido cuando una nueva ala especializada en el tratamiento del cáncer de mama fue construida en los terrenos del hospital, por orden del líder supremo Kim Jong-un.

## Informe de Amnistía Internacional
Amnistía Internacional, citando entrevistas con desertores norcoreanos, pintó una imagen bastante sombría del sistema de salud de Corea del Norte, el informe de AI describió apagones, cortes en el sistema de suministro eléctrico, pacientes que se ven obligados a usar estufas improvisadas para calentar sus habitaciones, escasez de equipo médico y medicamentos. En 2010, la Organización Mundial de la Salud (OMS) criticó el informe de Amnistía Internacional por estar desactualizado y ser inexacto en cuanto a los hechos, y describió el sistema de salud como óptimo, al mismo tiempo que reconocía que los desafíos persistían, denunciando asimismo la falta de equipamiento y la escasez de medicamentos.

## Galería de imágenes

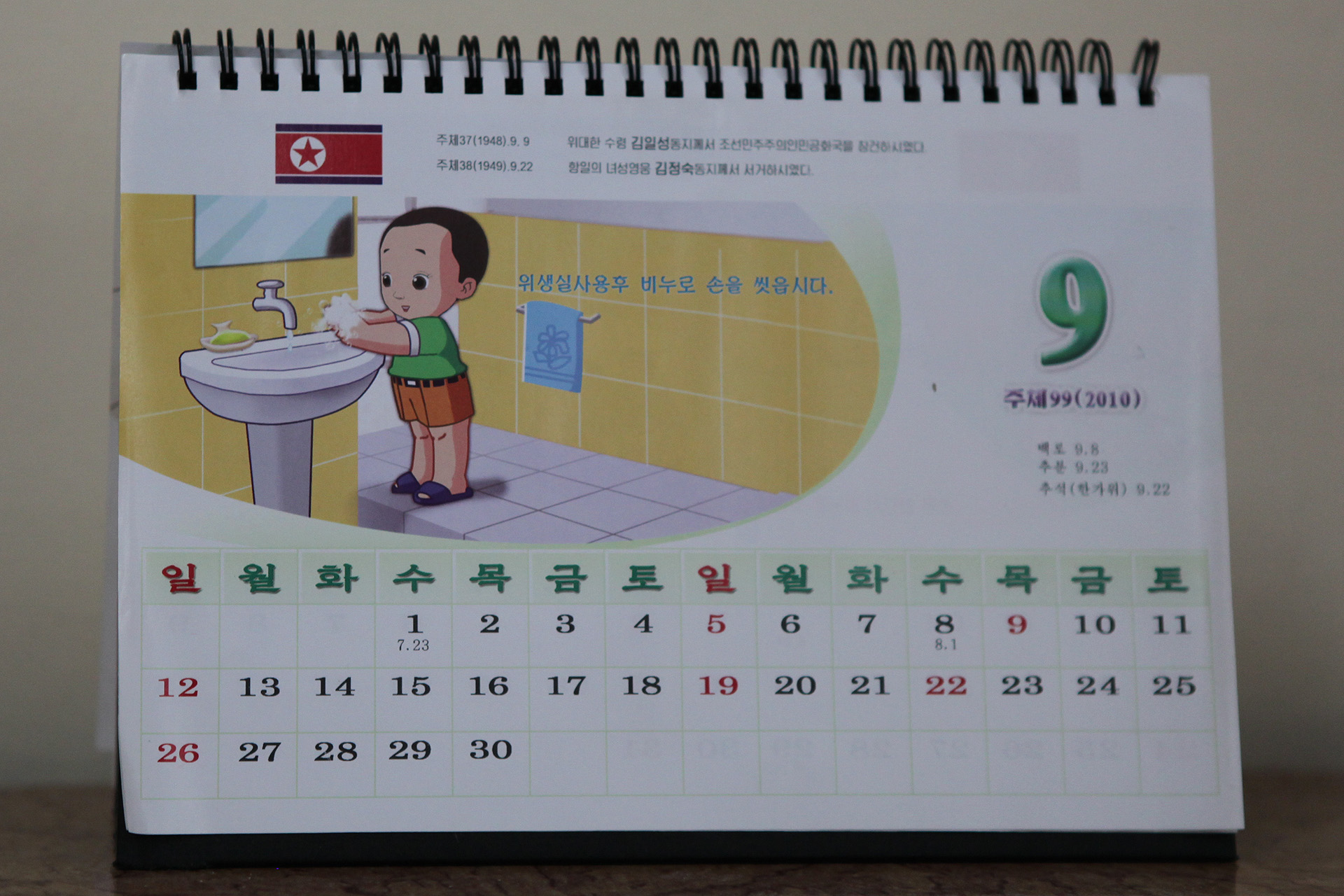
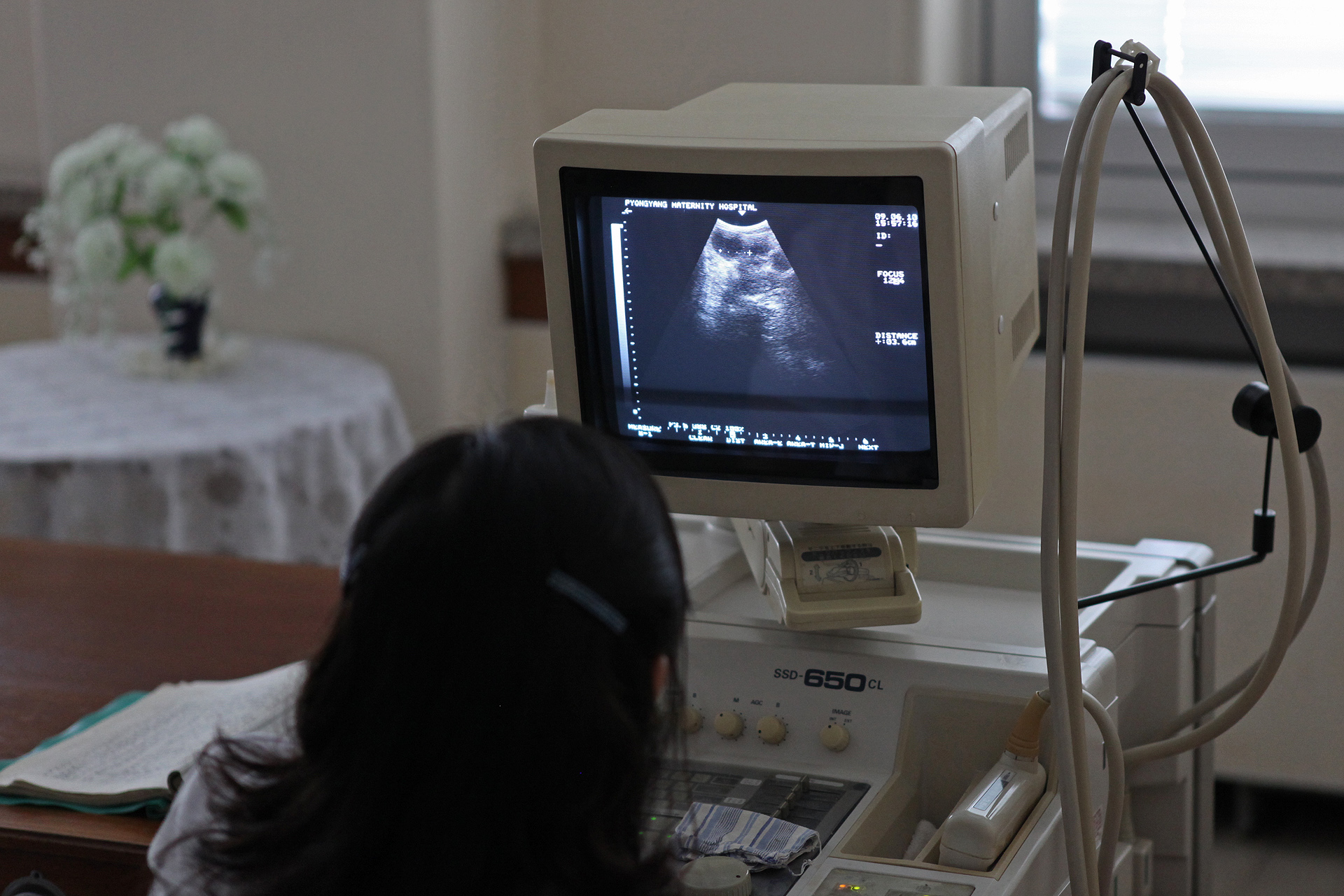
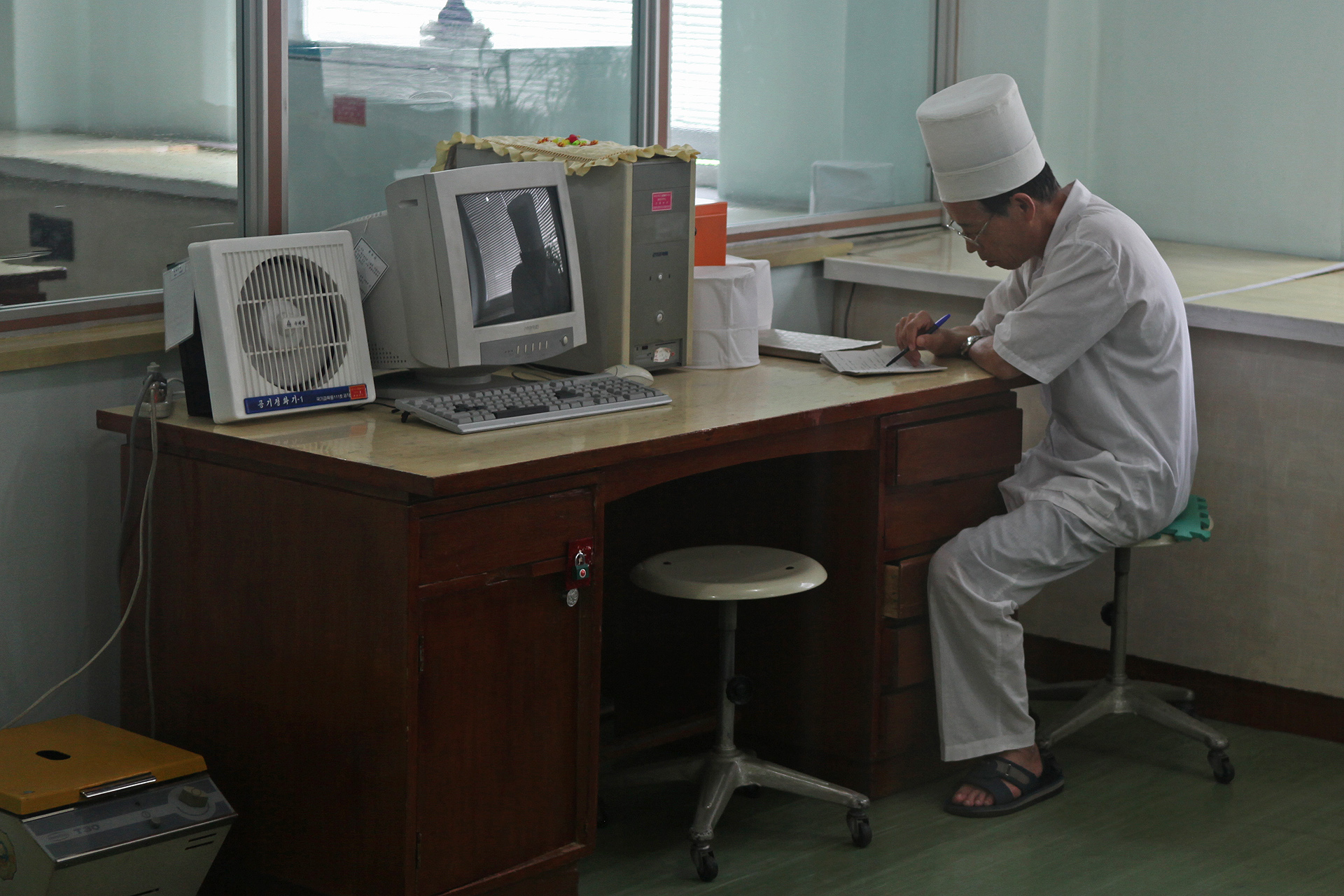
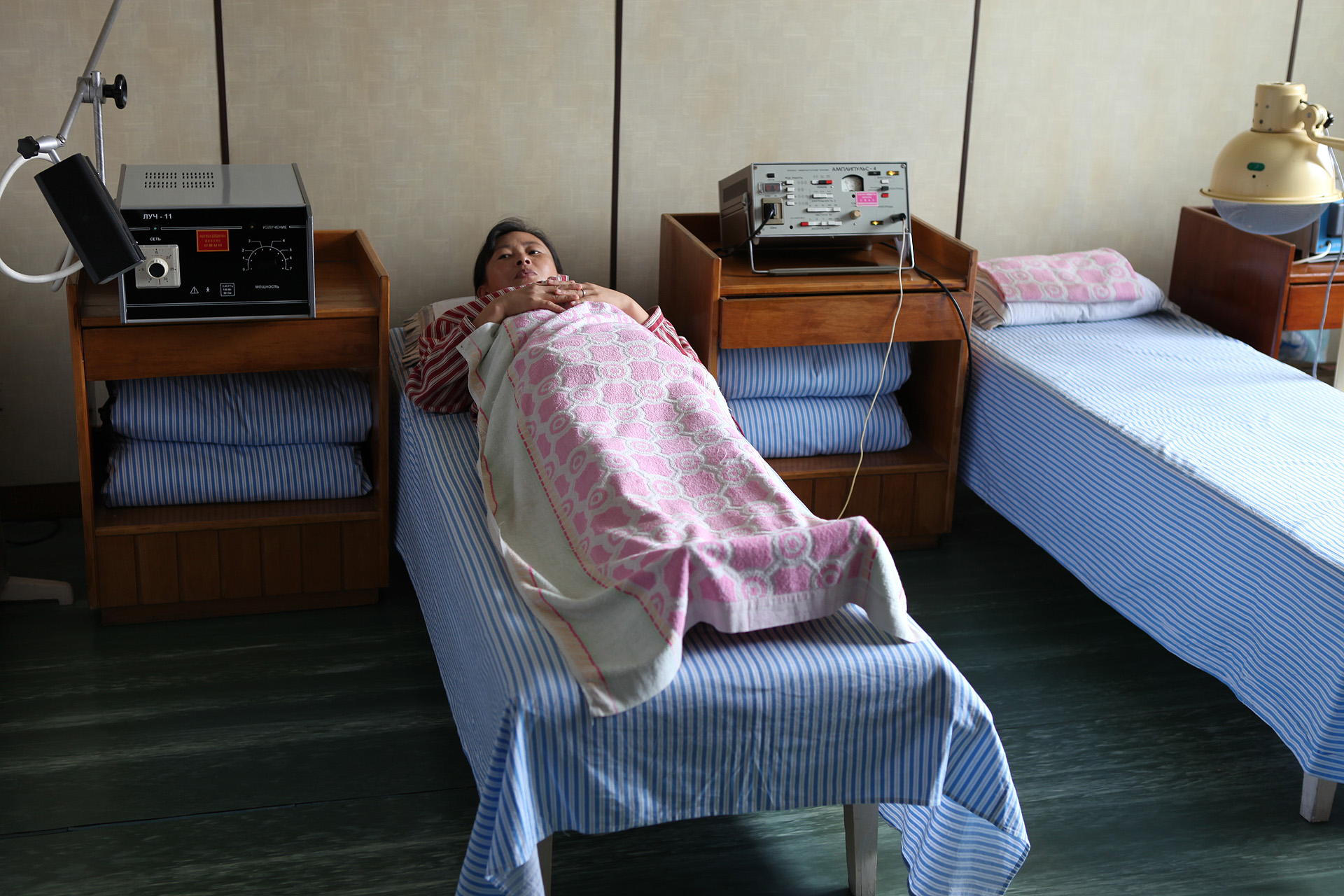
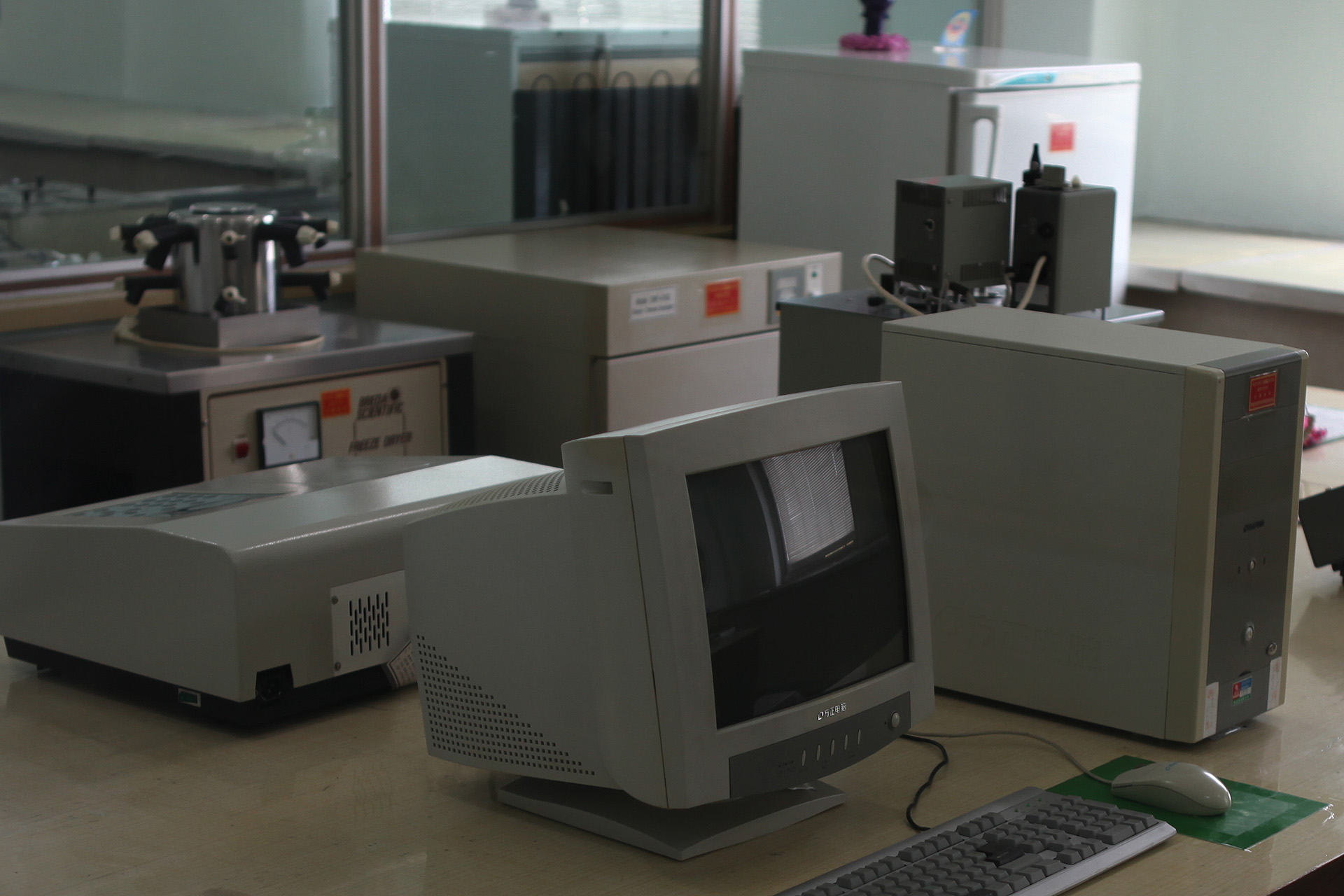
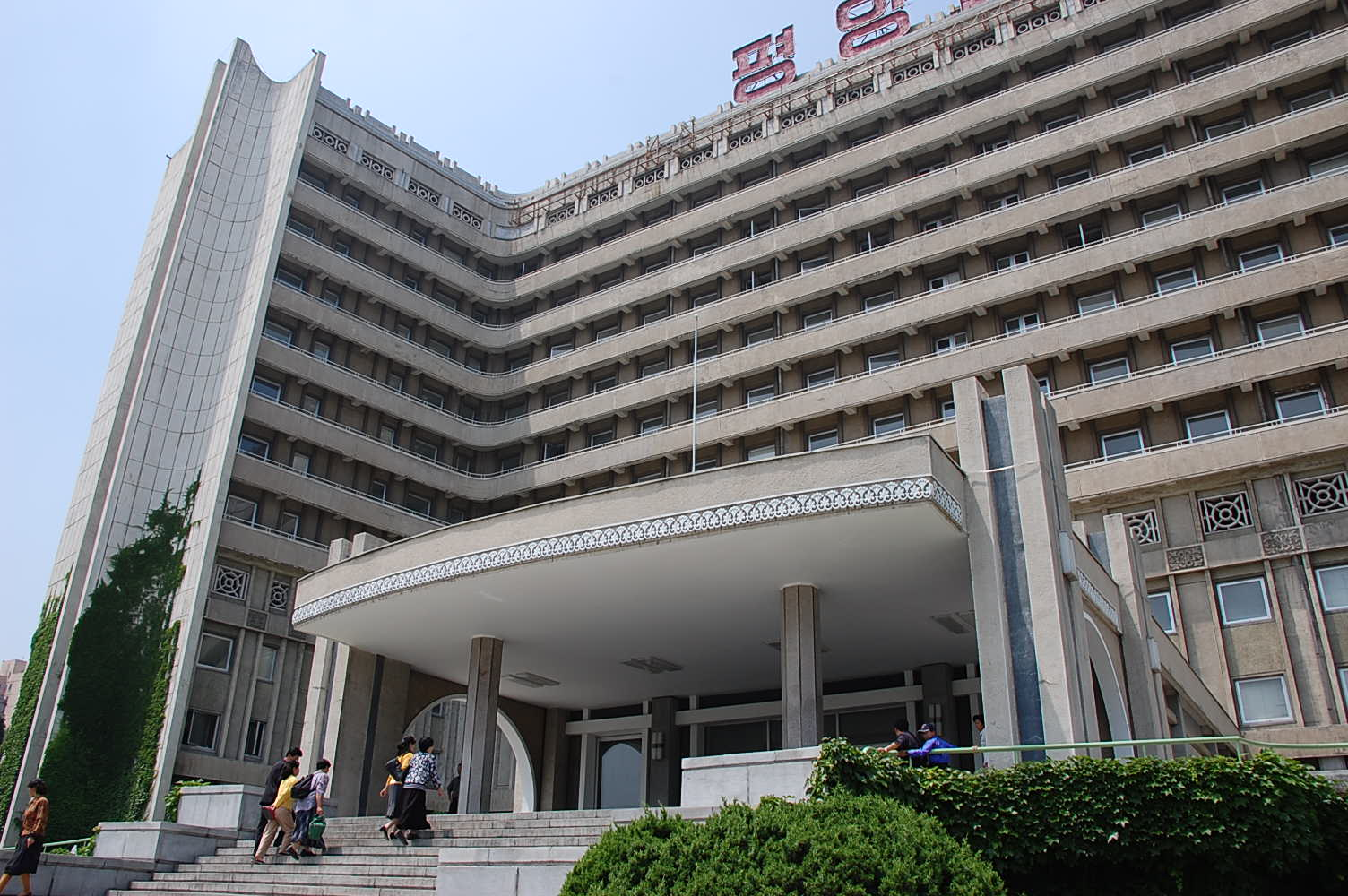
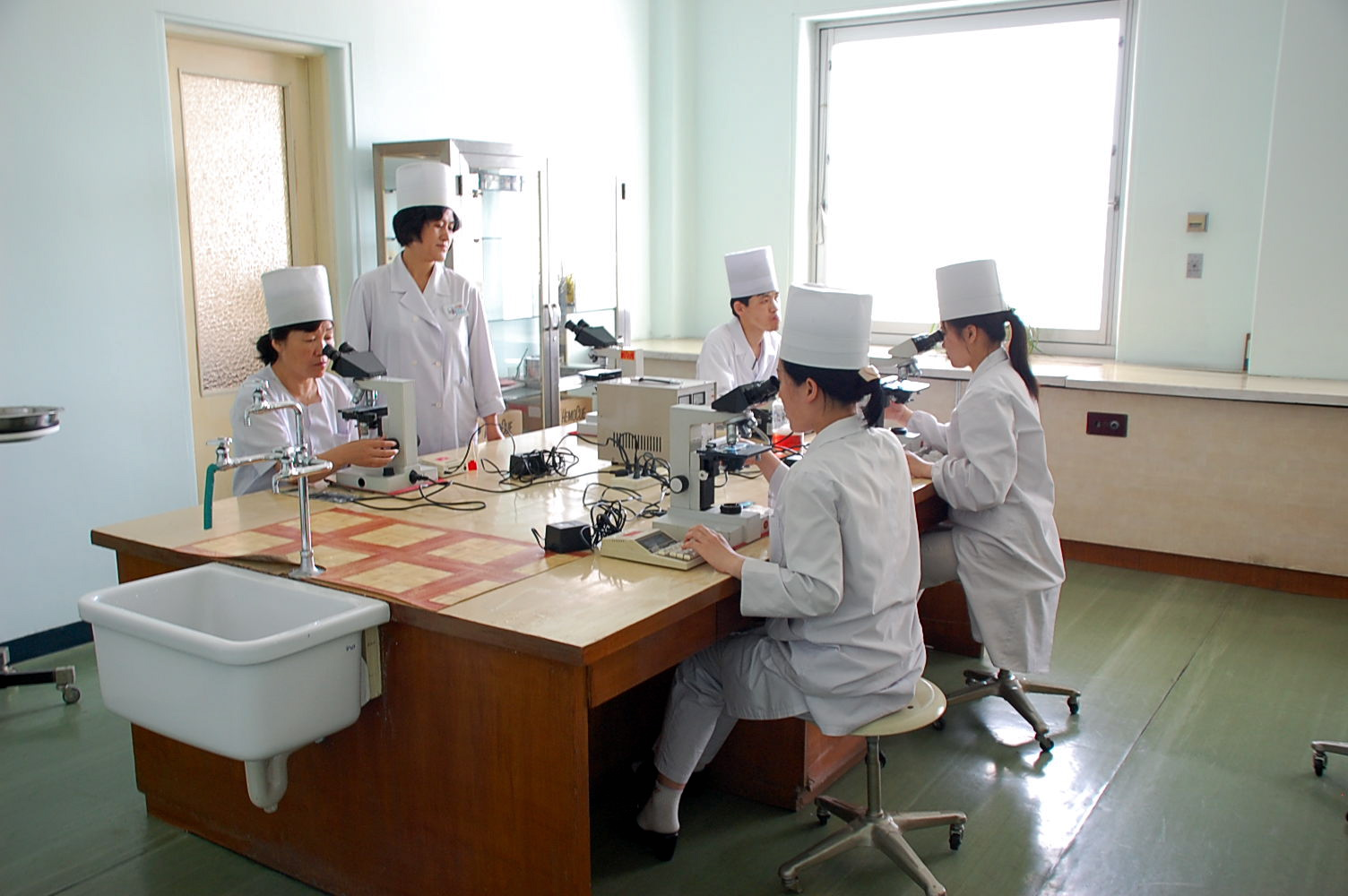
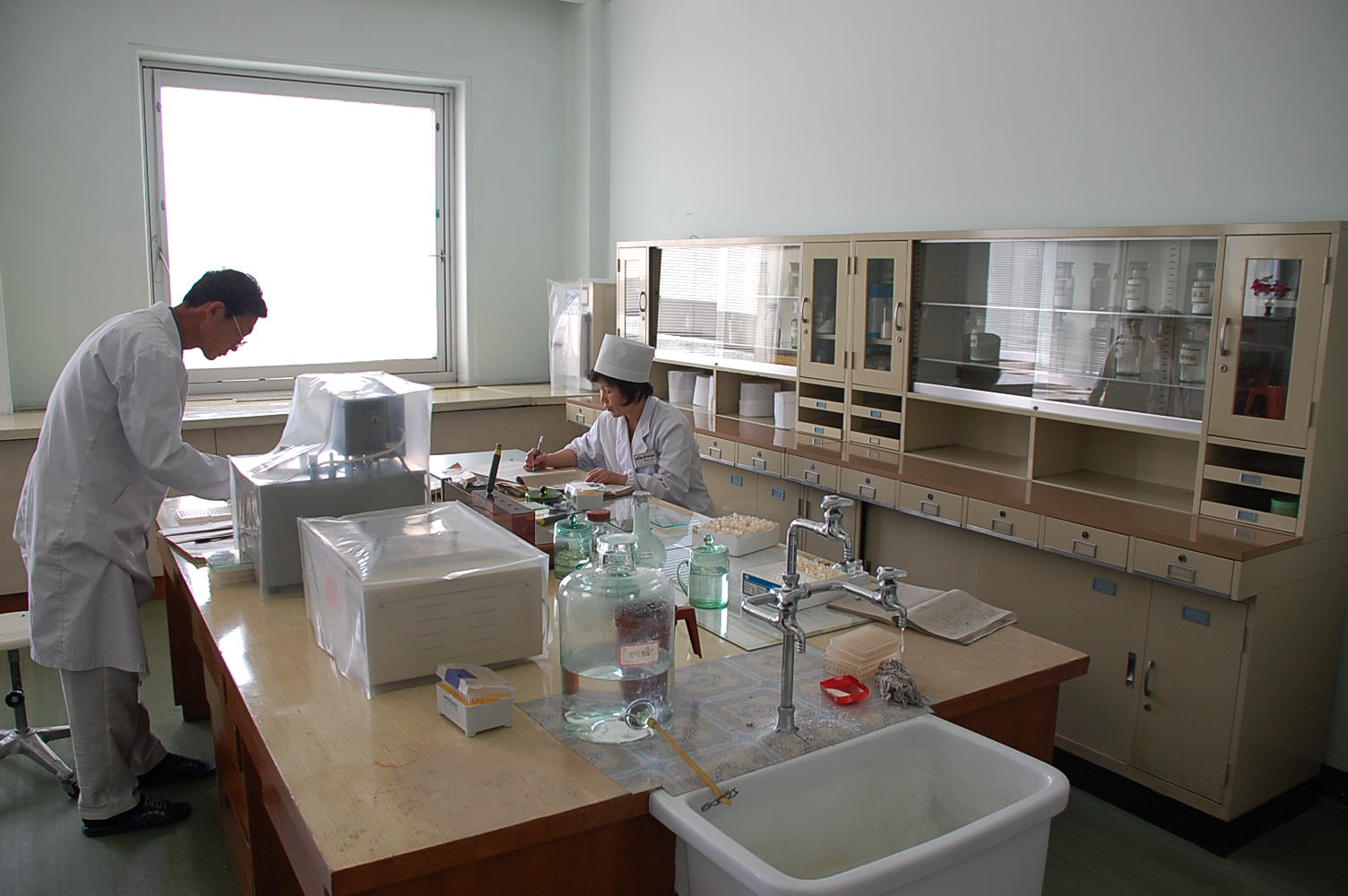
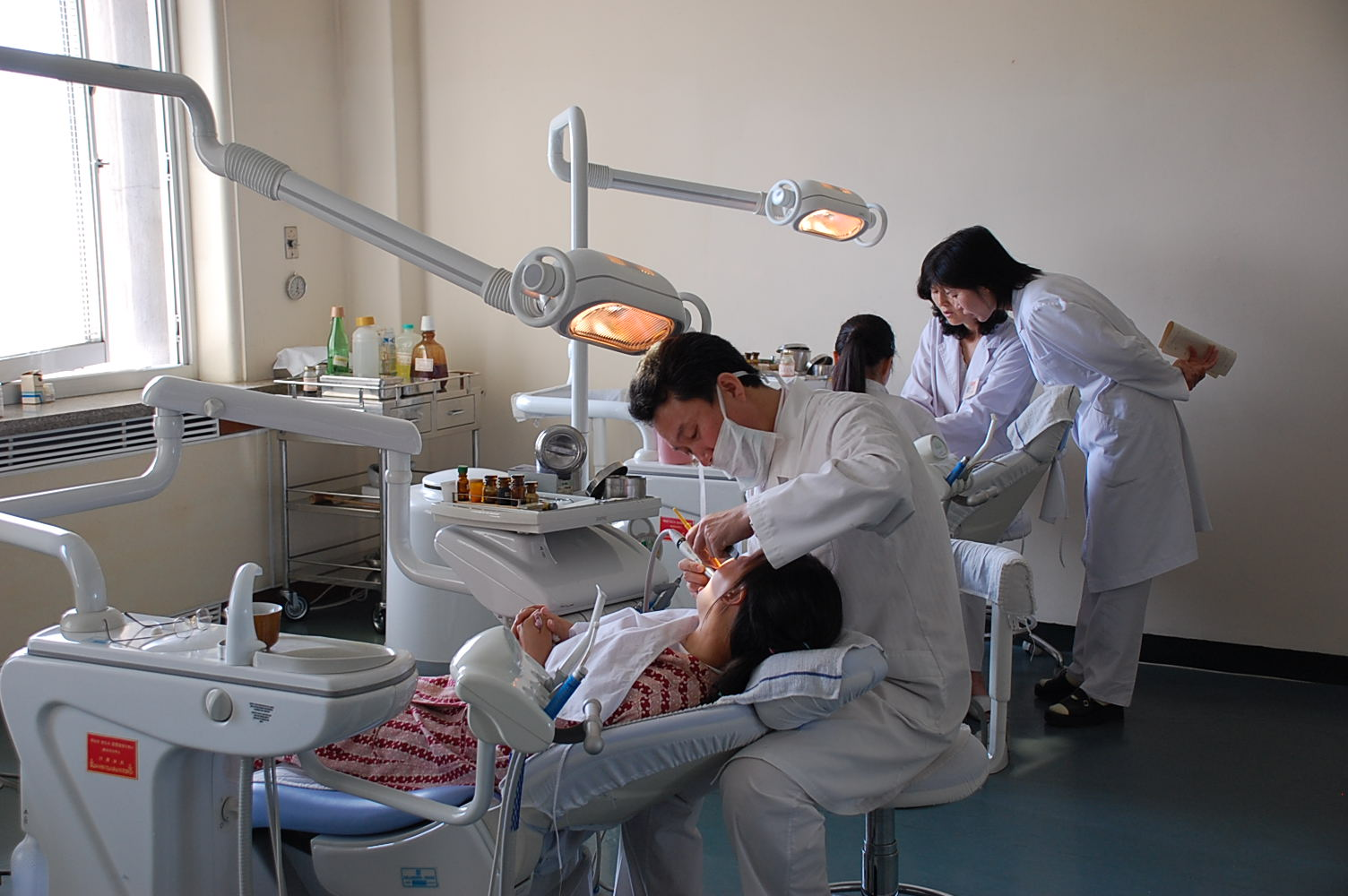
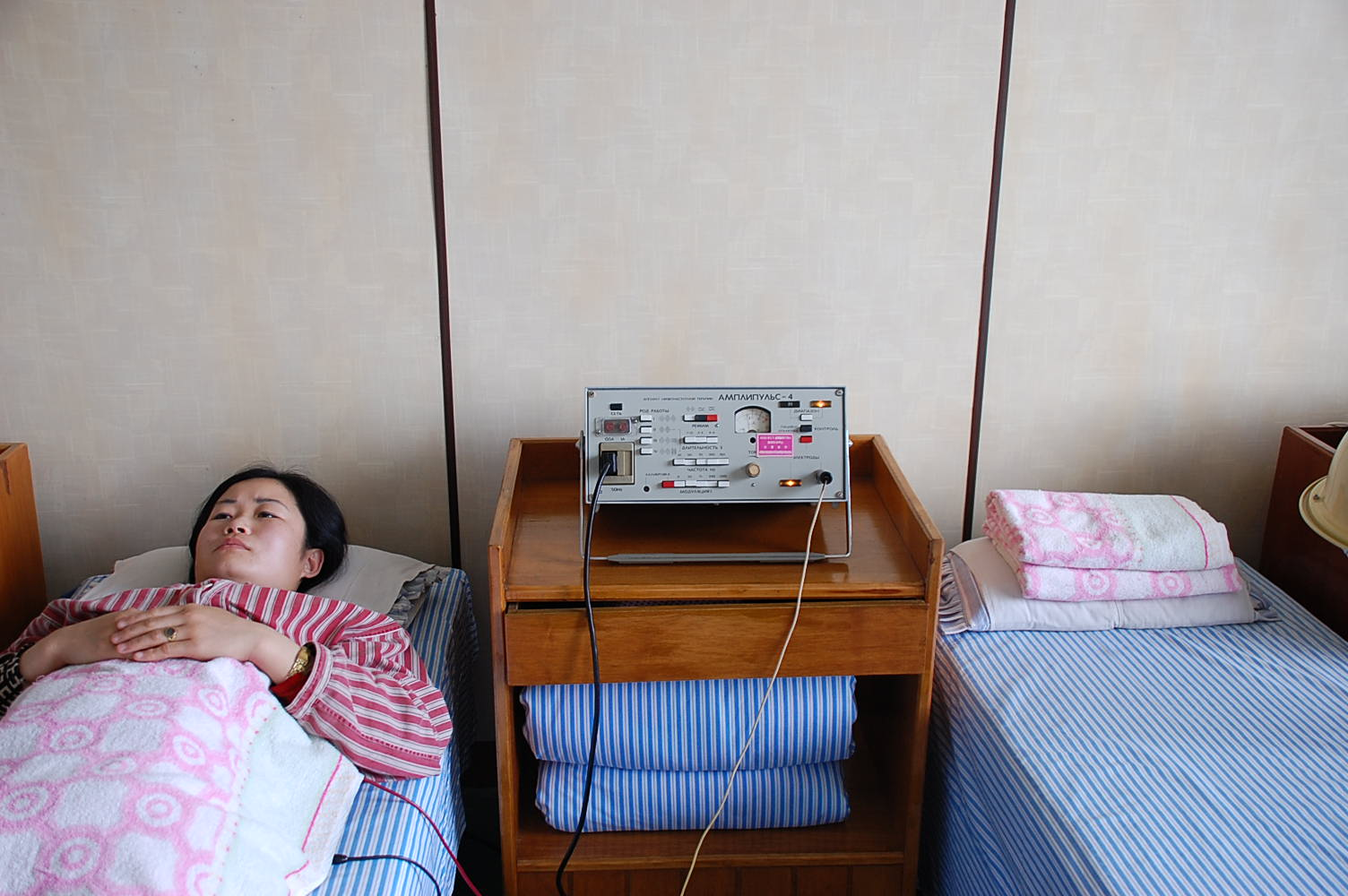
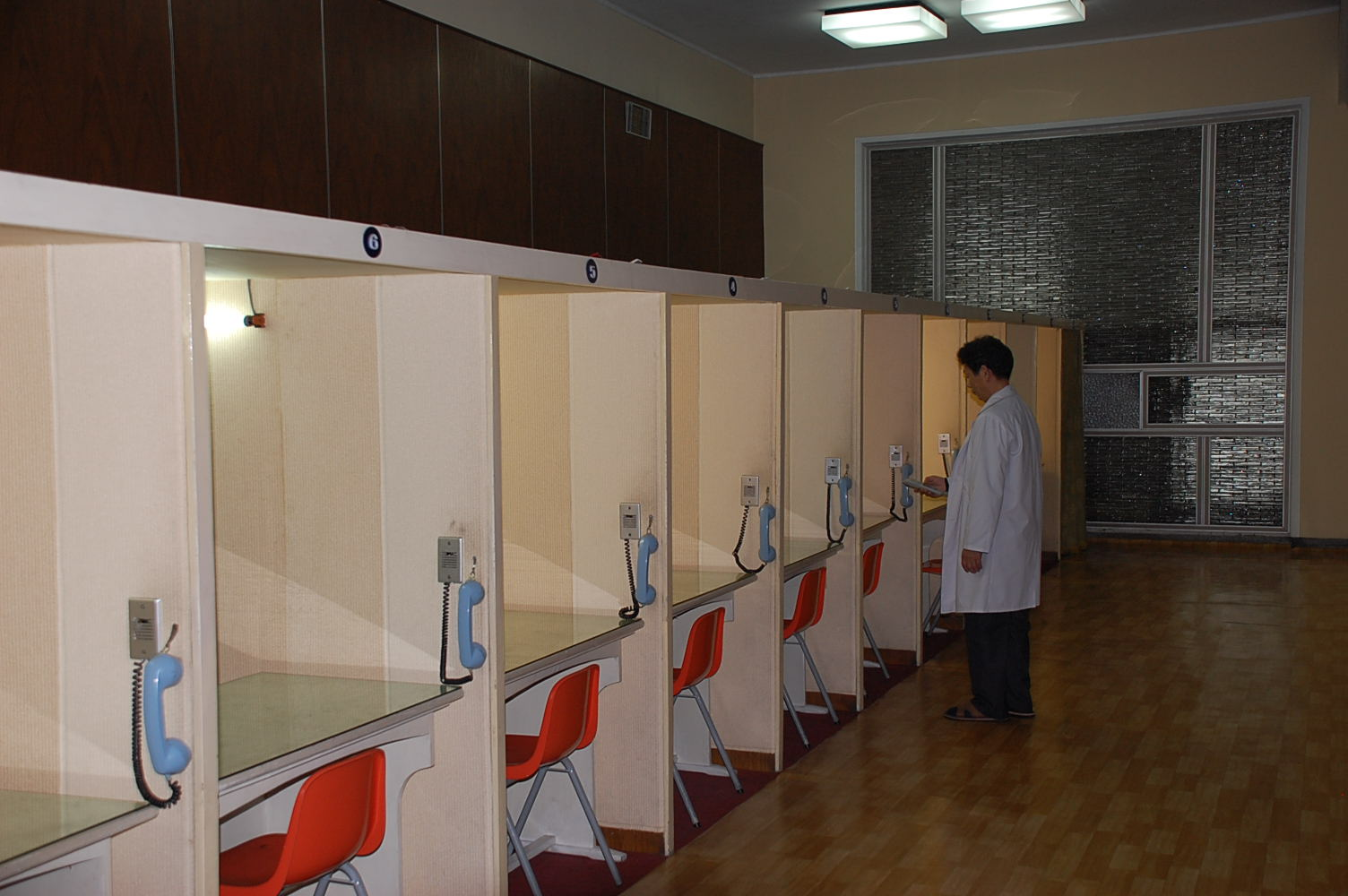
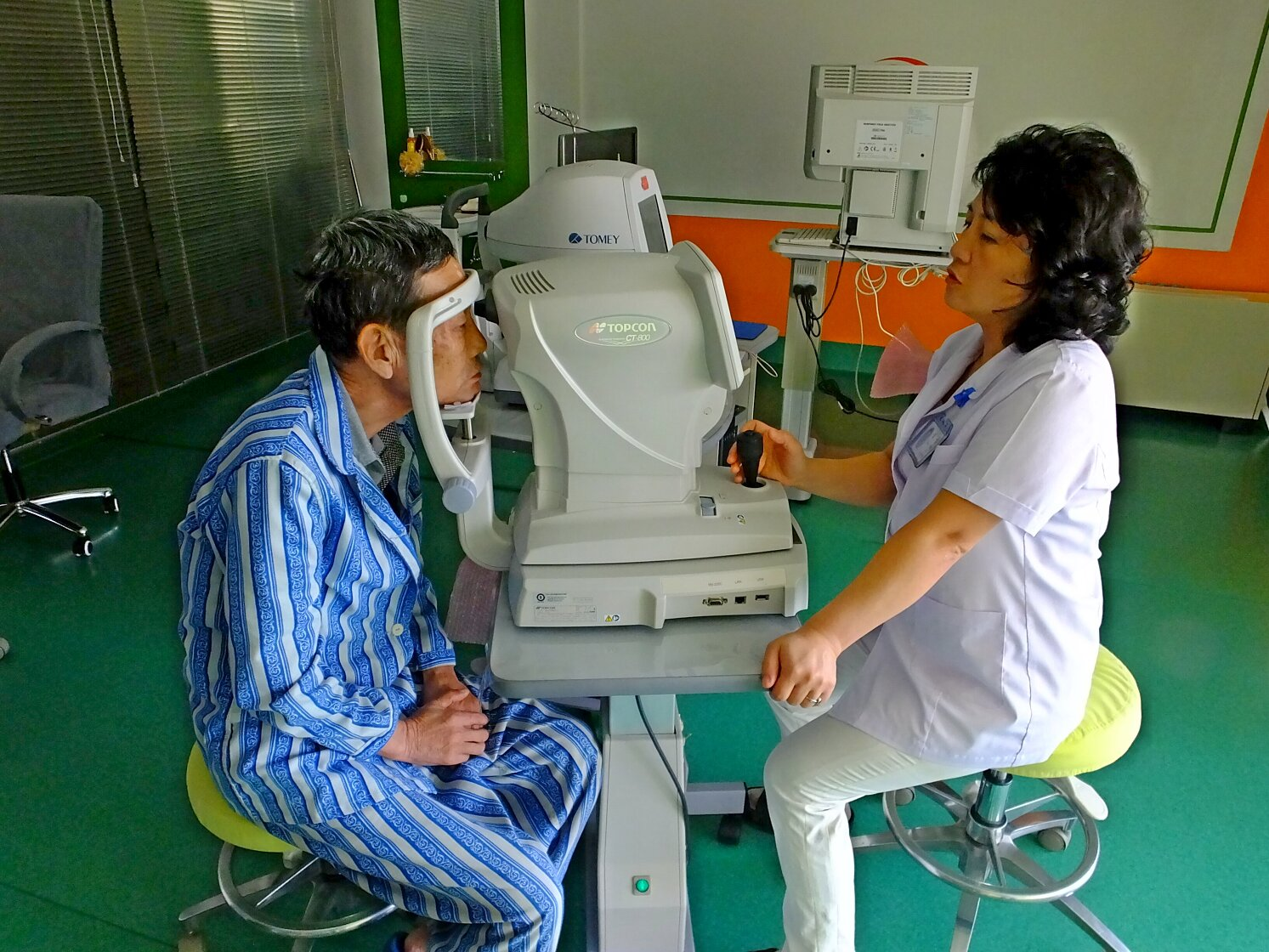
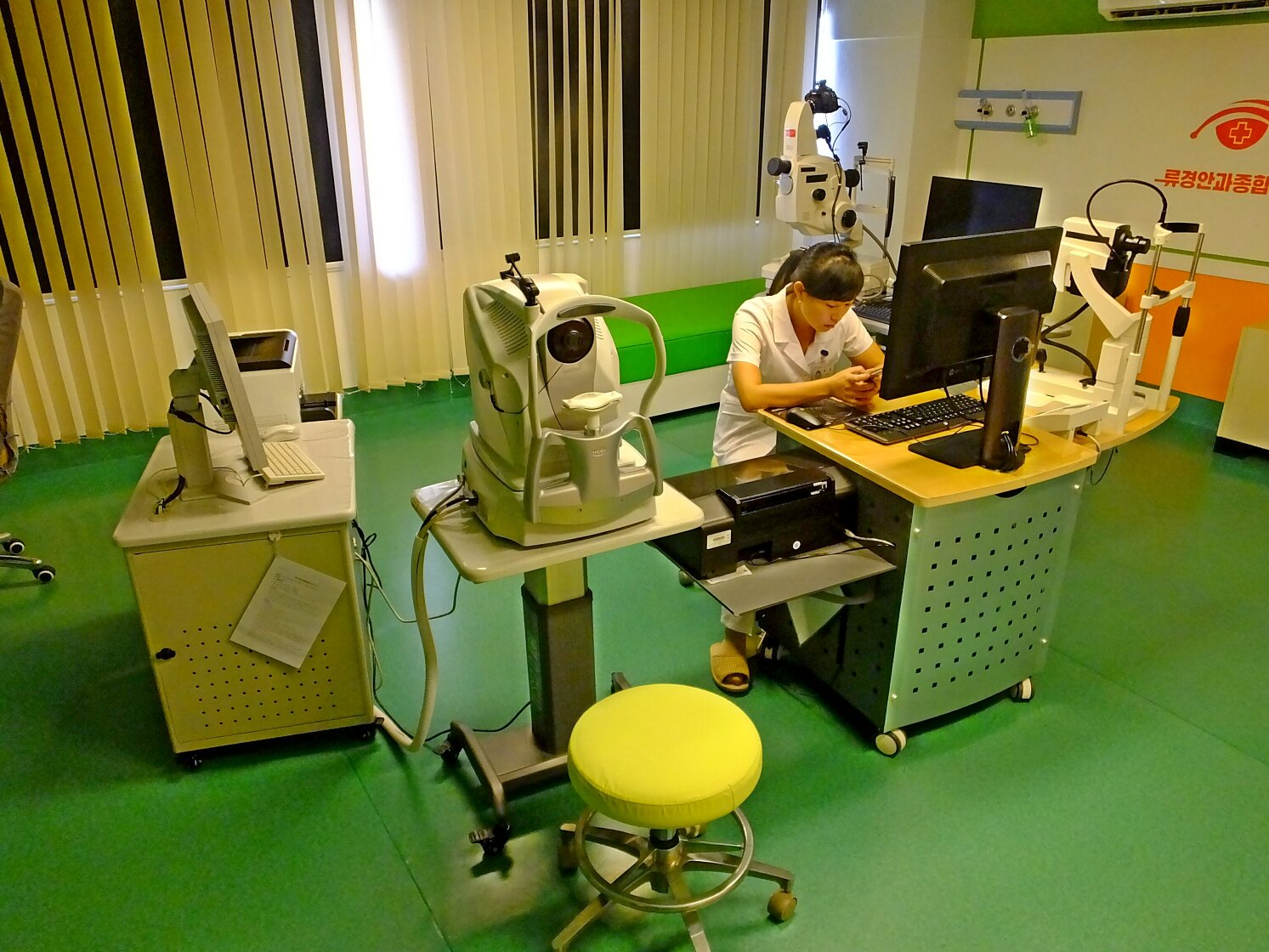
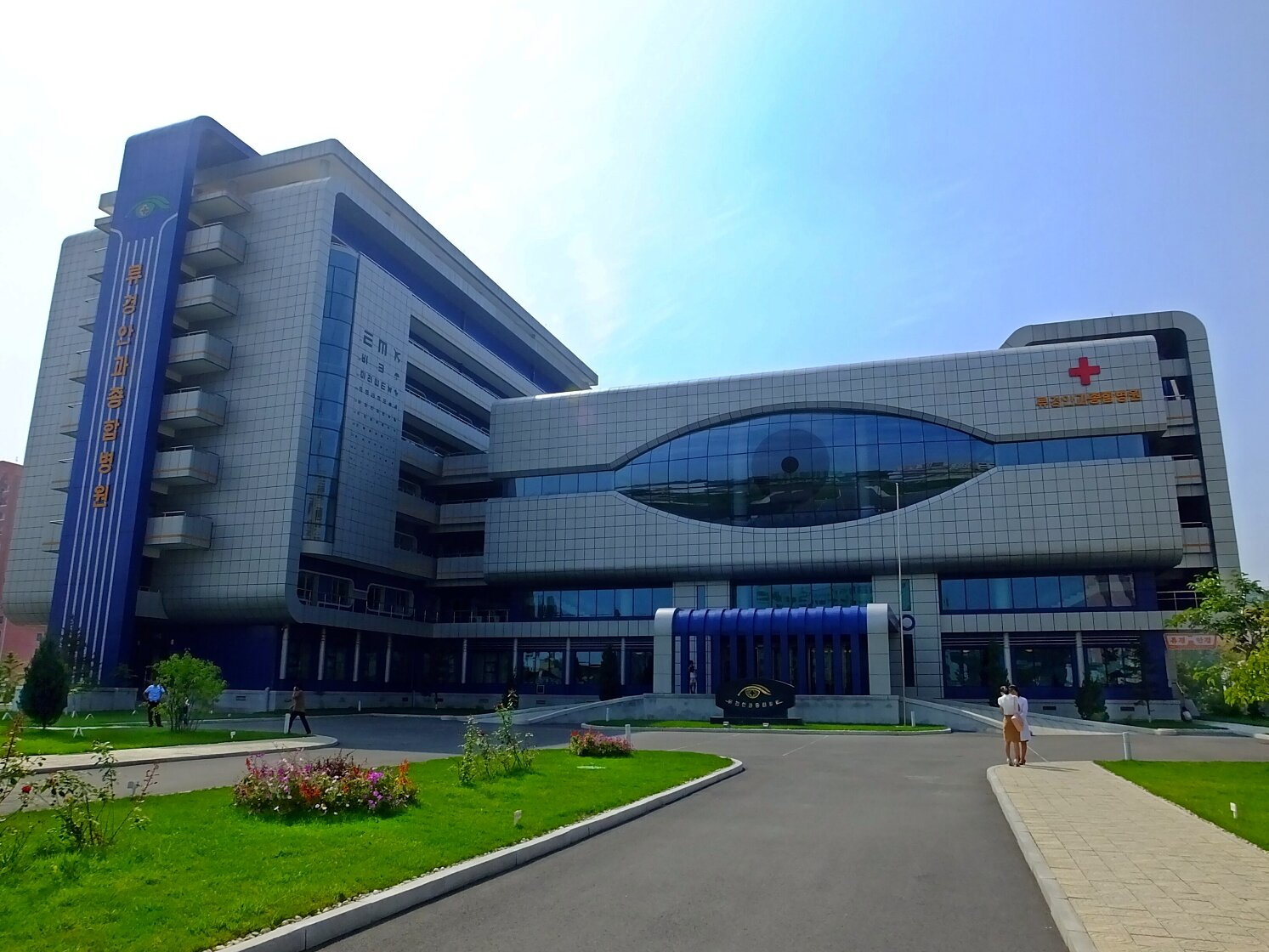
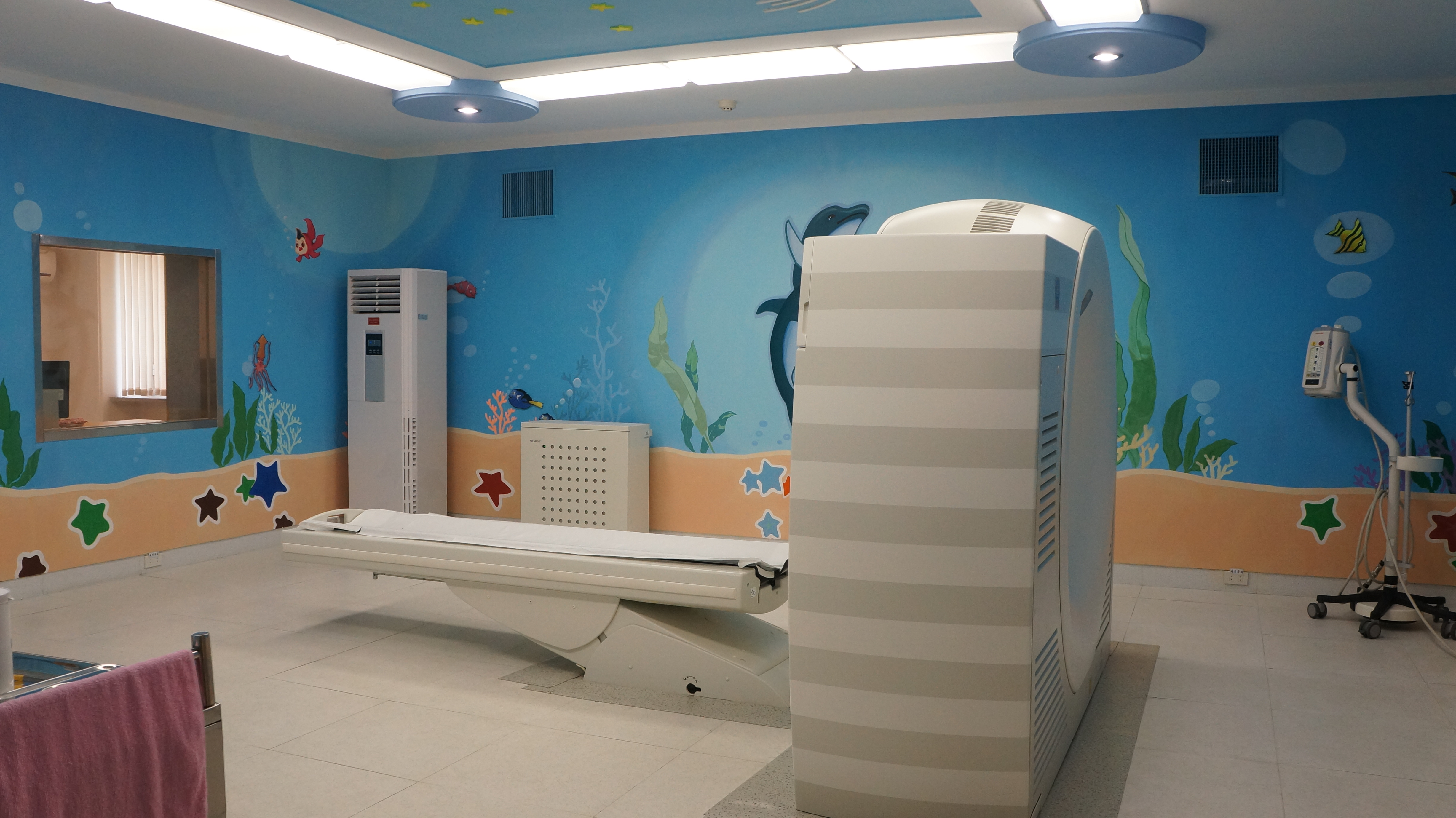
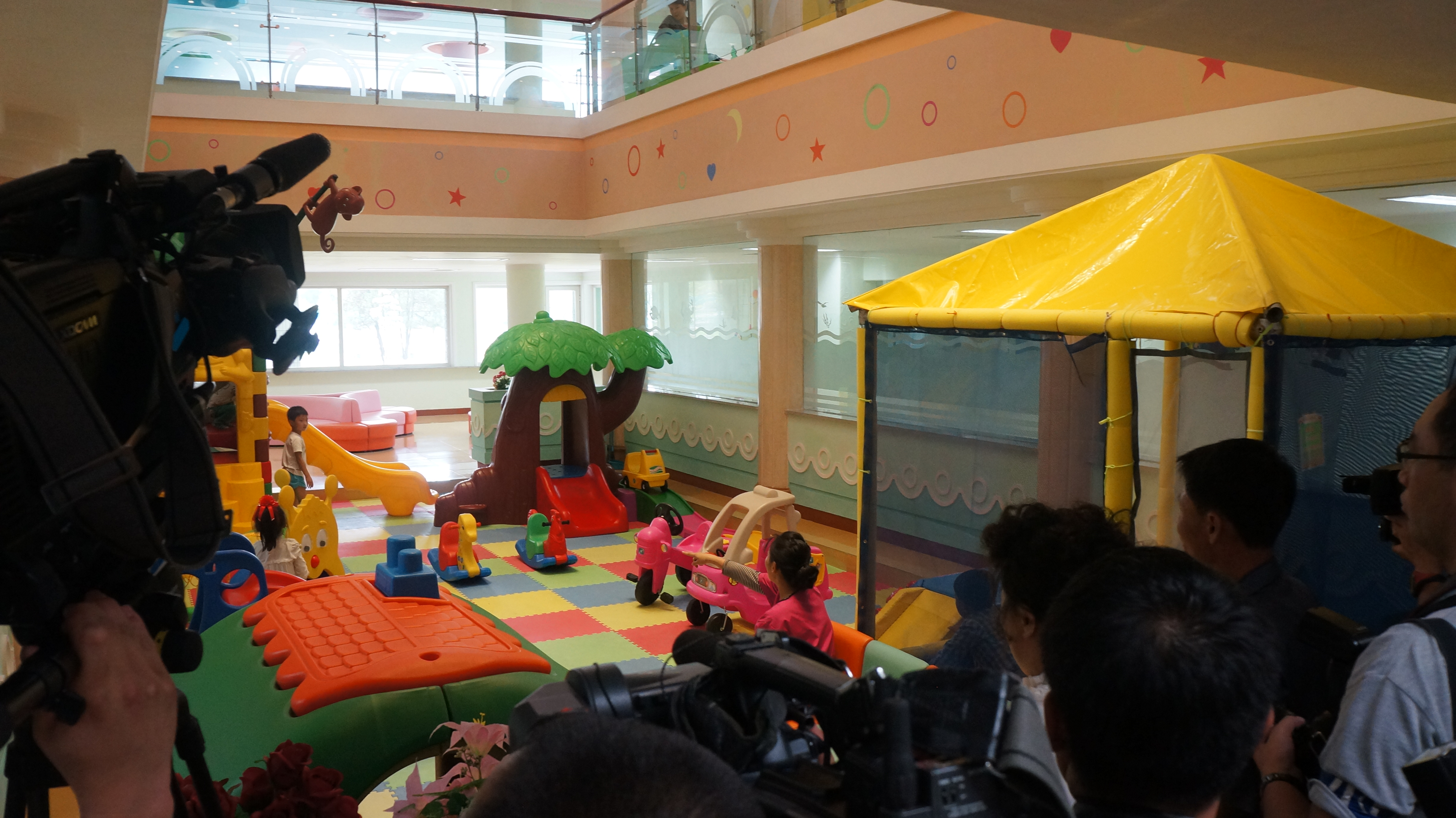
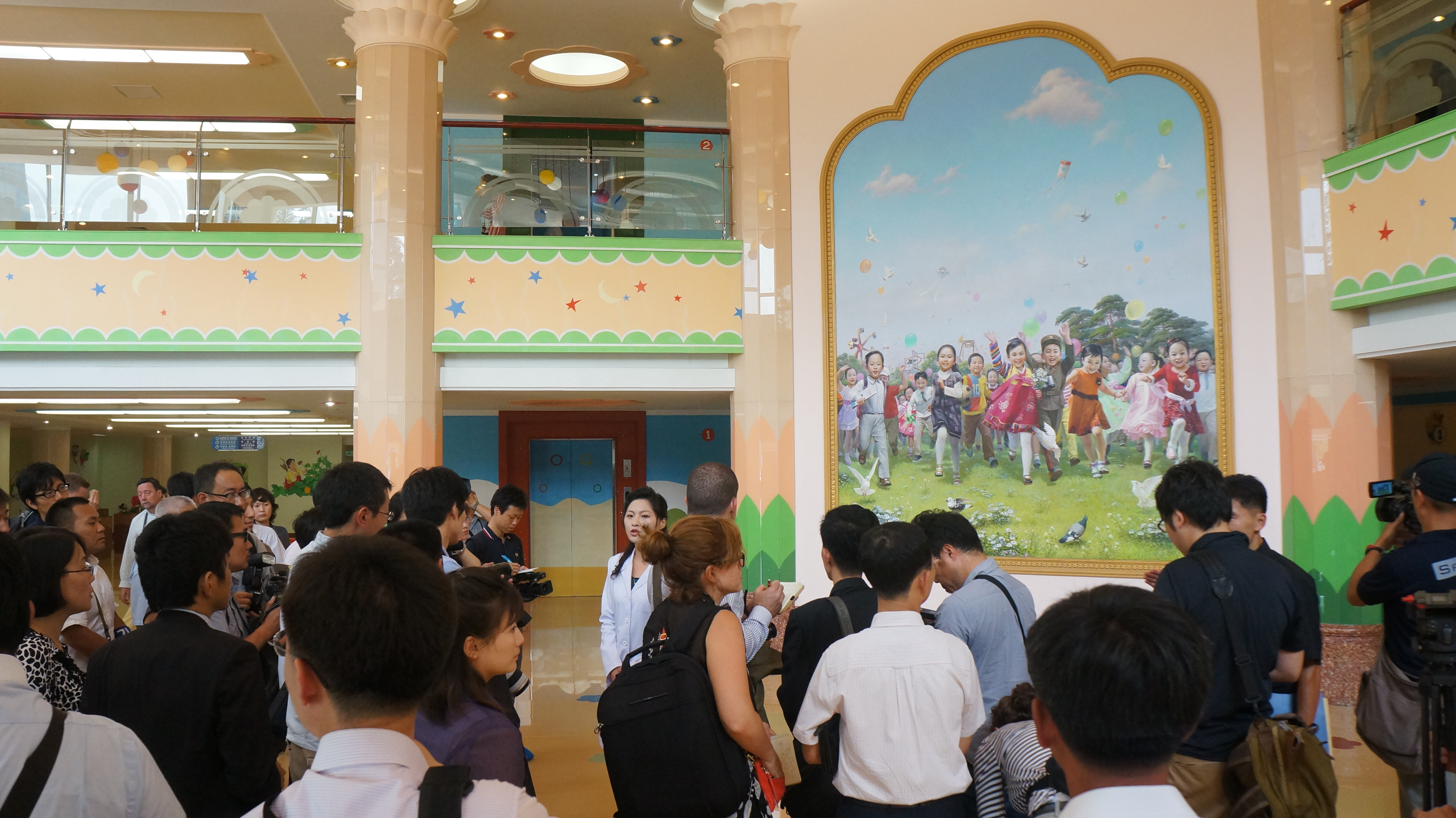
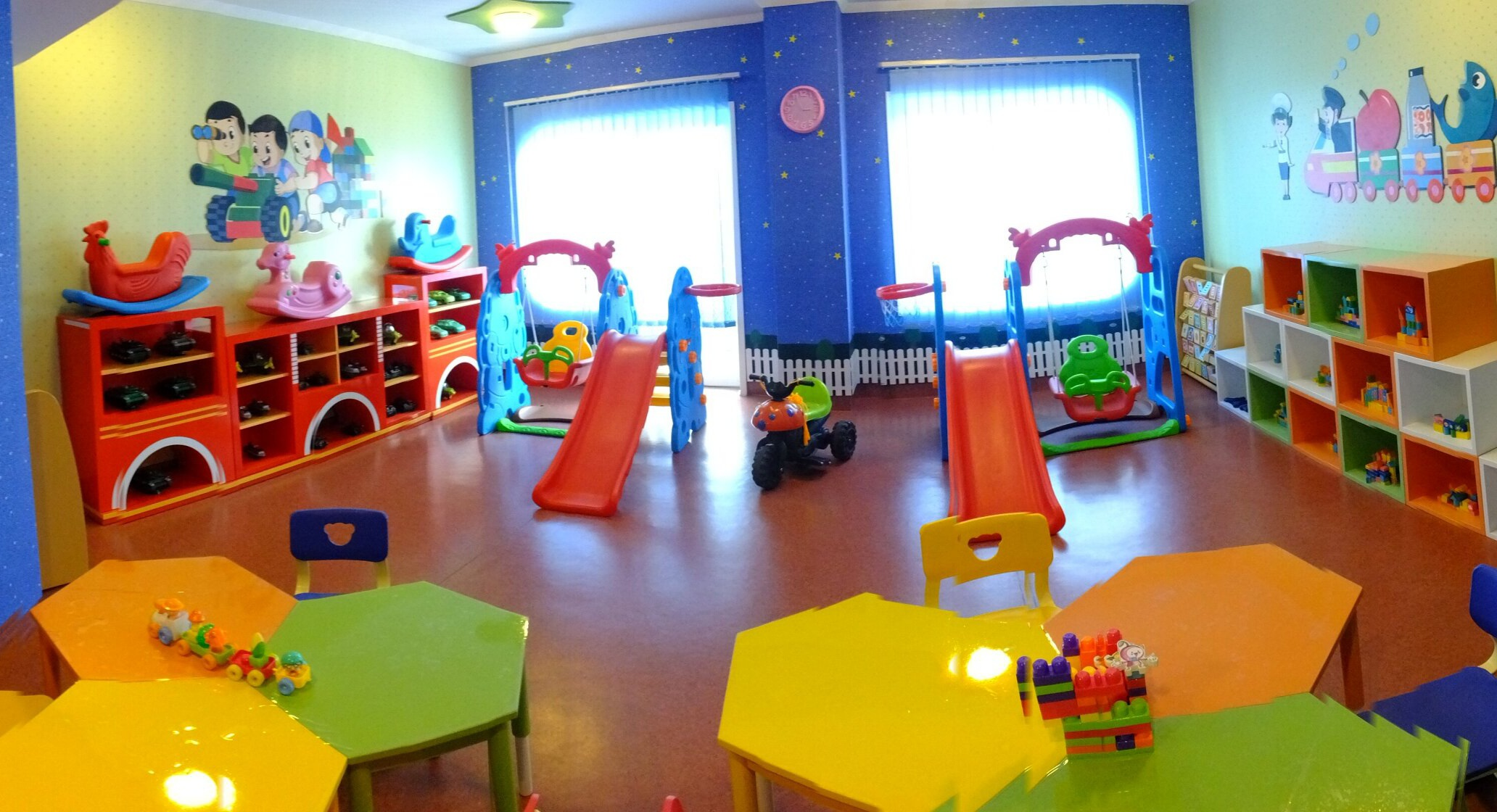